# Trifone Pederzolli
Trifone Pederzolli (Cattaro, 28 gennaio 1864 – Parenzo, 22 aprile 1941) è stato un vescovo cattolico italiano.

## Biografia
Figlio di Luigi, ingegnere, e di Enrichetta Veriano, nacque a Cattaro il 28 gennaio 1864, dove il padre, di origine trentina, si era trasferito al servizio del governo austriaco.
Ordinato sacerdote a Spalato il 28 novembre 1886, fu prima allievo di Francesco Borgia Sedej all'Augustineum di Vienna, e, una volta divenuto dottore in teologia, nel 1891 rientrò nella diocesi di Spalato, dove gli fu affidato l'incarico di direttore spirituale nel seminario minore. Successivamente fu trasferito a Trieste, prima in qualità di cooperatore parrocchiale presso la chiesa di Santa Maria Ausiliatrice, poi dal 1903 divenne parroco di Sant'Antonio Nuovo.
Nel 1906 fu nominato esaminatore prosinodale e nel 1908 canonico d'onore del capitolo della cattedrale di Trieste. Sempre nel 1908 ottenne la cooptazione nel consiglio di vigilanza delle diocesi unite di Parenzo e Pola e, dopo la morte dell'ordinario, Giovanni Battista Flapp, il 27 dicembre 1912, il ministro dei Culti per l'Austria lo propose al nunzio, Raffaele Scapinelli di Leguigno, come nuovo vescovo di Parenzo e Pola. Data la complessità sociale della diocesi, dove risiedevano comunità italiane, slovene e croate, rendeva la situazione delicata e il Pederzolli, che parlava fluentemente tutte e tre le lingue, oltre al tedesco, sembrava il candidato ideale. Per l'impero austro-ungarico la pace sociale, con un forte coesione religiosa, era un fattore fondamentale per amalgamare socialmente e politicamente le varie nazionalità.
Fu confermato vescovo da papa Pio X il 19 giugno 1913 e fu consacrato da Francesco Borgia Sedej, al tempo arcivescovo di Gorizia e Gradisca, il 5 ottobre successivo nella cattedrale di Trieste. Prese possesso della sua nuova diocesi il 6 novembre a Parenzo e l'8 dicembre a Pola.
Durante la prima guerra mondiale, insieme agli altri vescovi della regione, si occupò degli abitanti dell'Istria meridionale che erano stati evacuati. Al termine della guerra, l'intero territorio della diocesi entrò a far parte del Regno d'Italia, includendo una forte minoranza slovena e croata in maggioranza cattolici. All'inizio la situazione per la minoranza slava sembrò essere meglio garantita sotto il governo liberale italiano, piuttosto che sotto il nuovo Regno di Jugoslavia, dove la maggioranza serba di religione ortodossa stava diventando sempre più preponderante.
A partire dal 1921 le cose cambiarono con il dilagare dello squadrismo fascista in Istria. Come altri sacerdoti e vescovi, Pederzolli cercò in ogni modo di proteggere le minoranze slave e per questo motivo fu chiamato dai fascisti trentino austriacante e slavofilo. Dato che il clero locale era direttamente coinvolto nelle vicende politiche, il vescovo chiese il supporto degli organi diplomatici della Sede apostolica. A prova di questo rimangono i memoriali inviati alla segreteria di Stato, come pure quello inviato il 7 marzo 1921 al commissario generale civile per la Venezia Giulia, Antonio Mosconi, e al presidente del Consiglio, Giovanni Giolitti. Inoltre, il 31 maggio 1921 redasse un documento relativo agli effetti delle ingerenze dei membri delle squadre fasciste sulla vita della Chiesa locale; questo documento era simile a quelli presentati solo pochi giorni prima dai vescovi di Udine, Antonio Anastasio Rossi, e di Trieste, Angelo Bartolomasi.
La situazione peggiorò con il governo Mussolini, tanto che il 16 gennaio 1928 il vescovo, insieme a Francesco Borgia Sedej, arcivescovo di Gorizia e Gradisca, e a Luigi Fogar, vescovo di Trieste e Capodistria, inviò un promemoria direttamente a Benito Mussolini, capo del governo, per protestare contro la decisione del ministro della Pubblica Istruzione di abolire l'uso dello sloveno e del croato nelle prime tre classi elementari. Nonostante il concordato tra Stato e Chiesa firmato l'11 febbraio 1929 prevedesse la possibilità di assegnare ai parroci dei coadiutori che, oltre l'italiano, intendessero e parlassero anche la lingua localmente in uso, allo scopo di prestare l'assistenza religiosa nella lingua dei fedeli secondo le regole della Chiesa, i rapporti tra Santa Sede e Regno d'Italia divennero sempre più difficili. Nella sua diocesi il vescovo Pederzolli dovette lottare contro le autorità civili per una serie di fatti che andavano dallo scioglimento di circoli giovanili cattolici, all'italianizzazione arbitraria di cognomi di sacerdoti, all'abuso di indebite domande fatte agli alunni delle scuole circa la lingua da loro utilizzata nella confessione, sino a provvedimenti di confino o arresto a carico di ecclesiastici.
Nel 1931 si arrivò addirittura alla denuncia da parte del prefetto di Pola, Leone Leone, al ministero degli Interni circa la politica seguita da Pederzoll nella sua diocesi in difesa delle popolazioni allogene. Nel suo rapporto il prefetto evidenziò che la curia vescovile era composta, per la maggior parte, da sacerdoti di origine croata, i quali non mancavano di celebrare pubblicamente le passate glorie della defunta monarchia austro-ungarica. Inoltre, sempre secondo il rapporto del prefetto, il clero era un fervido oppositore del regime e dello stato italiano, opponendosi con vigore ad ogni trasformazione in ogni senso verso una italianizzazione della Chiesa istriana, sostenendo poi l'attività di preti dediti alla politica e irredentisti.
Durante gli anni trenta, Pederzolli si rivolse più volte direttamente a Mussolini per cercare di limitare gli eccessi delle autorità fasciste locali: il 13 e il 17 giugno 1931 scrisse al duce per ottenere la liberazione dei sacerdoti Giovanni Verla e Paolo Marinović, incarcerati e condannati al confino; il 29 maggio 1934 scrisse nuovamente contro l'arresto di Antonio Rutar e Carlo Musizza, sacerdoti del seminario arcivescovile di Gorizia. Nel 1936 subì le lamentele del prefetto di Pola, Oreste Cimoroni, che protestò vivacemente contro il comportamento del parroco di Castelnuovo d'Arsa, Grgo Berkan, per l'uso della lingua croata nelle pratiche religiose. A queste lamentele il vescovo replicò che si trattava di preghiere popolari recitate dai fedeli, che nella Chiesa non solo erano raccomandate, ma anche imposte. Inoltre, sottolineò il fatto che egli agiva in pieno accordo, anzi dietro le disposizioni della Santa Sede, che aveva esplicitamente ordinato di comportarsi in tali modo in tutte le diocesi della Venezia Tridentina, della Venezia Giulia, nel Goriziano, nella Dalmazia e di Fiume.
Il 5 ottobre 1933 papa Pio XI lo nominò vescovo assistente al soglio pontificio.
Nel 1940 fu colpito da paralisi, malattia che ne condizionò l'attività per il resto della sua vita; papa Pio XII gli fece pervenire una speciale benedizione apostolica. Morì a Parenzo il 22 aprile 1941.

## Genealogia episcopale e successione apostolica
La genealogia episcopale è:
- Cardinale Scipione Rebiba
- Cardinale Giulio Antonio Santori
- Cardinale Girolamo Bernerio, O.P.
- Arcivescovo Galeazzo Sanvitale
- Cardinale Ludovico Ludovisi
- Cardinale Luigi Caetani
- Cardinale Ulderico Carpegna
- Cardinale Paluzzo Paluzzi Altieri degli Albertoni
- Papa Benedetto XIII
- Papa Benedetto XIV
- Papa Clemente XIII
- Cardinale Marcantonio Colonna
- Cardinale Giacinto Sigismondo Gerdil, B.
- Cardinale Giulio Maria della Somaglia
- Cardinale Carlo Odescalchi, S.I.
- Cardinale Costantino Patrizi Naro
- Cardinale Lucido Maria Parocchi
- Cardinale Emidio Taliani
- Vescovo Laurentius Mayer
- Arcivescovo Francesco Borgia Sedej
- Vescovo Trifone Pederzolli

La successione apostolica è:
- Arcivescovo Antonio Santin (1933)